# TRNT1
TRNT1 (англ. TRNA nucleotidyl transferase 1) – білок, який кодується однойменним геном, розташованим у людей на короткому плечі 3-ї хромосоми.  Довжина поліпептидного ланцюга білка становить 434 амінокислот, а молекулярна маса — 50 128.
| 10         |  | 20         |  | 30         |  | 40         |  | 50         |
| ---------- |  | ---------- |  | ---------- |  | ---------- |  | ---------- |
| MLRCLYHWHR |  | PVLNRRWSRL |  | CLPKQYLFTM |  | KLQSPEFQSL |  | FTEGLKSLTE |
| LFVKENHELR |  | IAGGAVRDLL |  | NGVKPQDIDF |  | ATTATPTQMK |  | EMFQSAGIRM |
| INNRGEKHGT |  | ITARLHEENF |  | EITTLRIDVT |  | TDGRHAEVEF |  | TTDWQKDAER |
| RDLTINSMFL |  | GFDGTLFDYF |  | NGYEDLKNKK |  | VRFVGHAKQR |  | IQEDYLRILR |
| YFRFYGRIVD |  | KPGDHDPETL |  | EAIAENAKGL |  | AGISGERIWV |  | ELKKILVGNH |
| VNHLIHLIYD |  | LDVAPYIGLP |  | ANASLEEFDK |  | VSKNVDGFSP |  | KPVTLLASLF |
| KVQDDVTKLD |  | LRLKIAKEEK |  | NLGLFIVKNR |  | KDLIKATDSS |  | DPLKPYQDFI |
| IDSREPDATT |  | RVCELLKYQG |  | EHCLLKEMQQ |  | WSIPPFPVSG |  | HDIRKVGISS |
| GKEIGALLQQ |  | LREQWKKSGY |  | QMEKDELLSY |  | IKKT       |  |            |

A: Аланін

C: Цистеїн

D: Аспарагінова кислота

E: Глутамінова кислота

F: Фенілаланін

G: Гліцин

H: Гістидин

I: Ізолейцин

K: Лізин

L: Лейцин

M: Метіонін

N: Аспарагін

P: Пролін

Q: Глутамін

R: Аргінін

S: Серин

T: Треонін

V: Валін

W: Триптофан

Кодований геном білок за функціями належить до трансфераз, фосфопротеїнів. 
Задіяний у таких біологічних процесах як процесинг тРНК, поліморфізм, ацетиляція, альтернативний сплайсинг. 
Білок має сайт для зв'язування з АТФ, нуклеотидами, іоном магнію, РНК. 
Локалізований у мітохондрії.